# Тишковка (Луганская область)

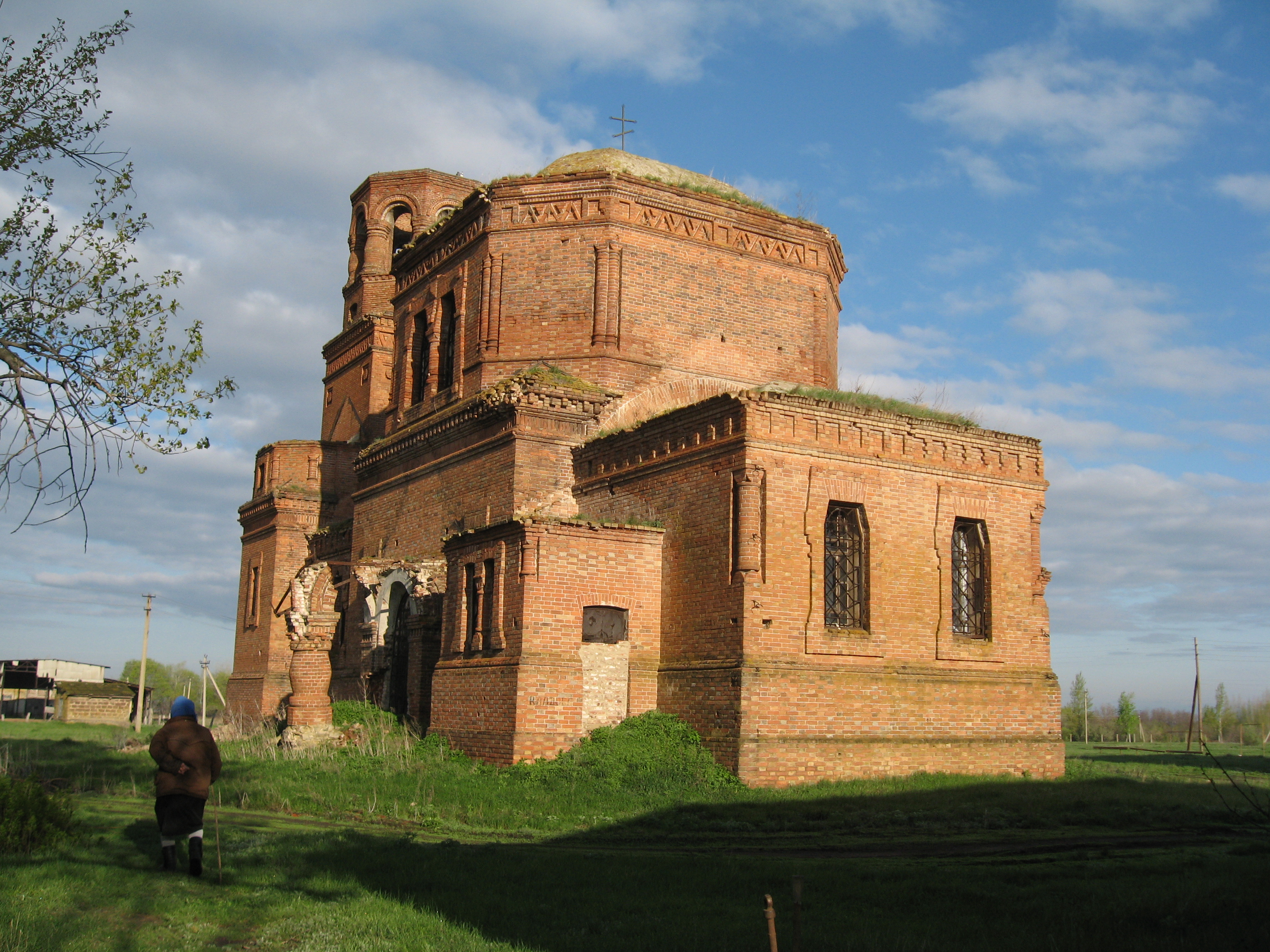
Церковь Кирилла и Мефодия постройки начала XX в.

Тишковка (укр. Тишківка) — село в Марковском районе Луганской области Украины. Входит в Леснополянский сельский совет.
Население по переписи 2001 года составляло 237 человек. Почтовый индекс — 92434. Телефонный код — 6464. Занимает площадь 0,516 км². Код КОАТУУ — 4422586605.

## Местный совет
92430, Луганська обл., Марківський р-н, с. Лісна Поляна, вул. Леніна, 13а  (укр.)